# Trzy Siostry (Mirów)
Trzy Siostry – trzy turnie w miejscowości Mirów, w gminie Niegowa, w powiecie myszkowskim, w województwie śląskim. Należą do tzw. Skał Mirowskich na Wyżynie Częstochowskiej. Znajdują się na północnym końcu pierwszej wybitniejszej grzędy tych skał, w odległości około 270 m od Zamku w Mirowie. Przez wspinaczy skalnych opisywane są w Grupie Trzech Sióstr.
Trzy Siostry  to zbudowane z twardych wapieni skalistych turnie o wysokości 7–15 m. Mają połogie, pionowe lub przewieszone ściany i występują w nich takie formacje skalne jak filary, kominy i zacięcia. Wspinacze skalni opisują je jako Trzy Siostry, Trzy Siostry II, Trzy Siostry III, Trzy Siostry IV, Trzy Siostry V. Poprowadzili na nich łącznie 22 drogi wspinaczkowe:
- Trzy Siostry – 7 dróg o stopniu trudności od VI.1 – VI.4 w skali Kurtyki i długości 10–20 m,
- Trzy Siostry II – 8 dróg o stopniu trudności od II – VI.3+ i długości 8–15 m,
- Trzy Siostry III – 2 drogi o stopniu trudności od V – VI+ i długości 10 i 15 m,
- Trzy Siostry IV – 3 drogi o stopniu trudności od VI.2 – VI.3 i długości 15 m,
- Trzy Siostry V – 2 drogi o stopniu trudności V i VI.2+ i długości 10 i 15 m[2].

Niemal wszystkie drogi posiadają dobrą asekurację (ringi i stanowiska asekuracyjne). Bez asekuracji są tylko dwie drogi prowadzące kominami (wspinaczka przez zapieraczkę). Ściany wspinaczkowe o wystawie wschodniej, północnej i zachodniej.

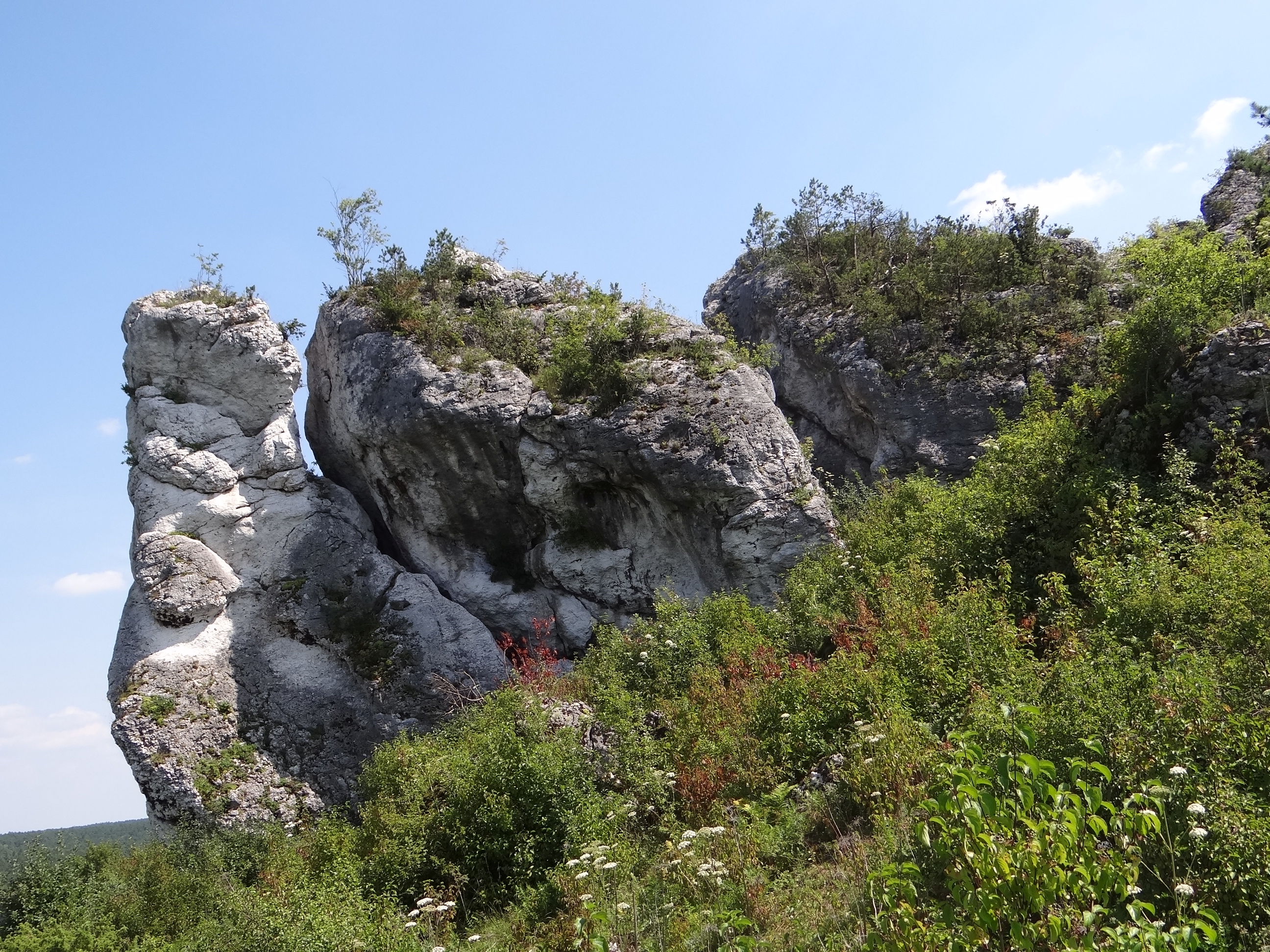
Trzy Siostry od zachodu
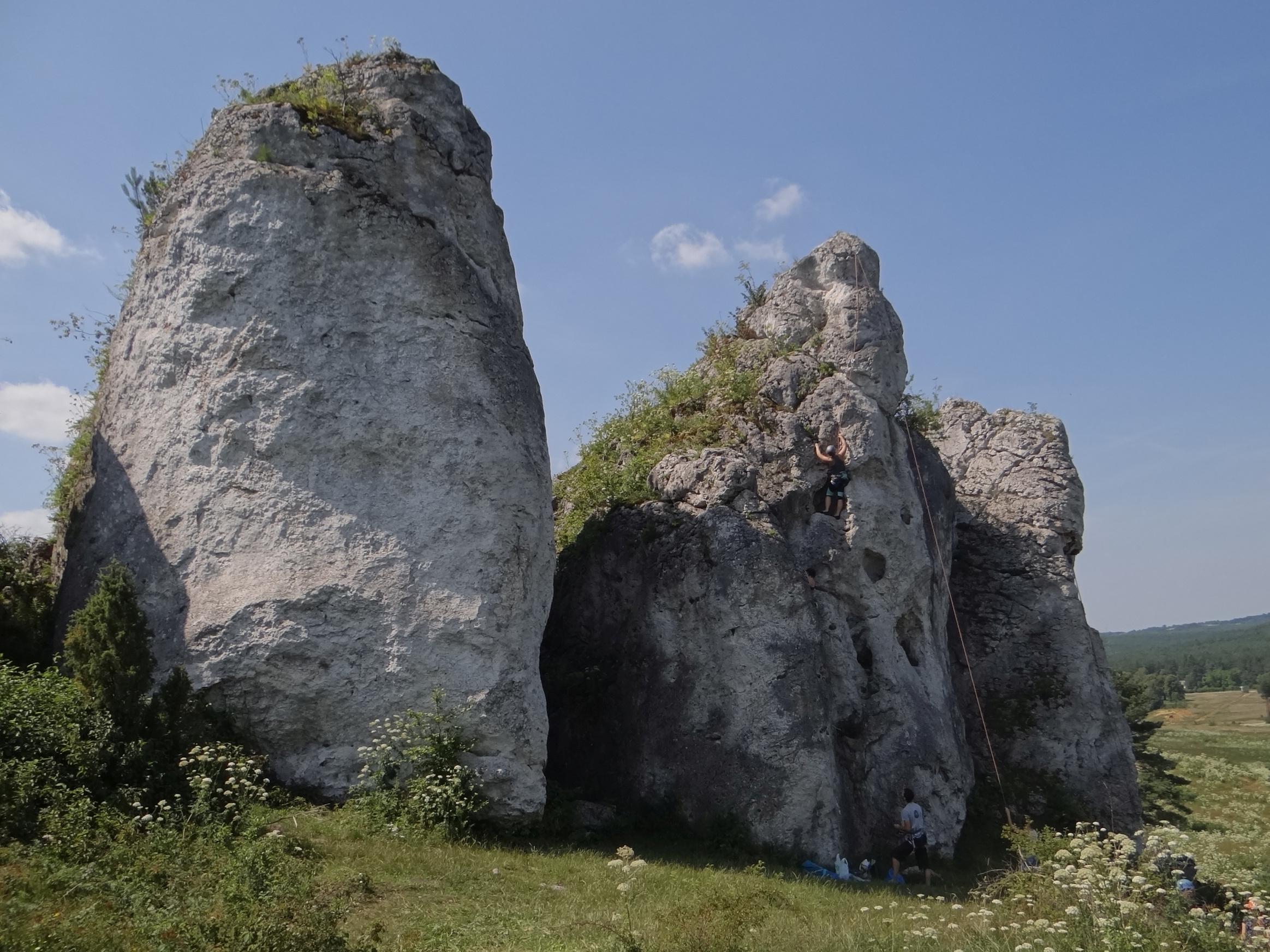
Trzy Siostry od południowego wschodu
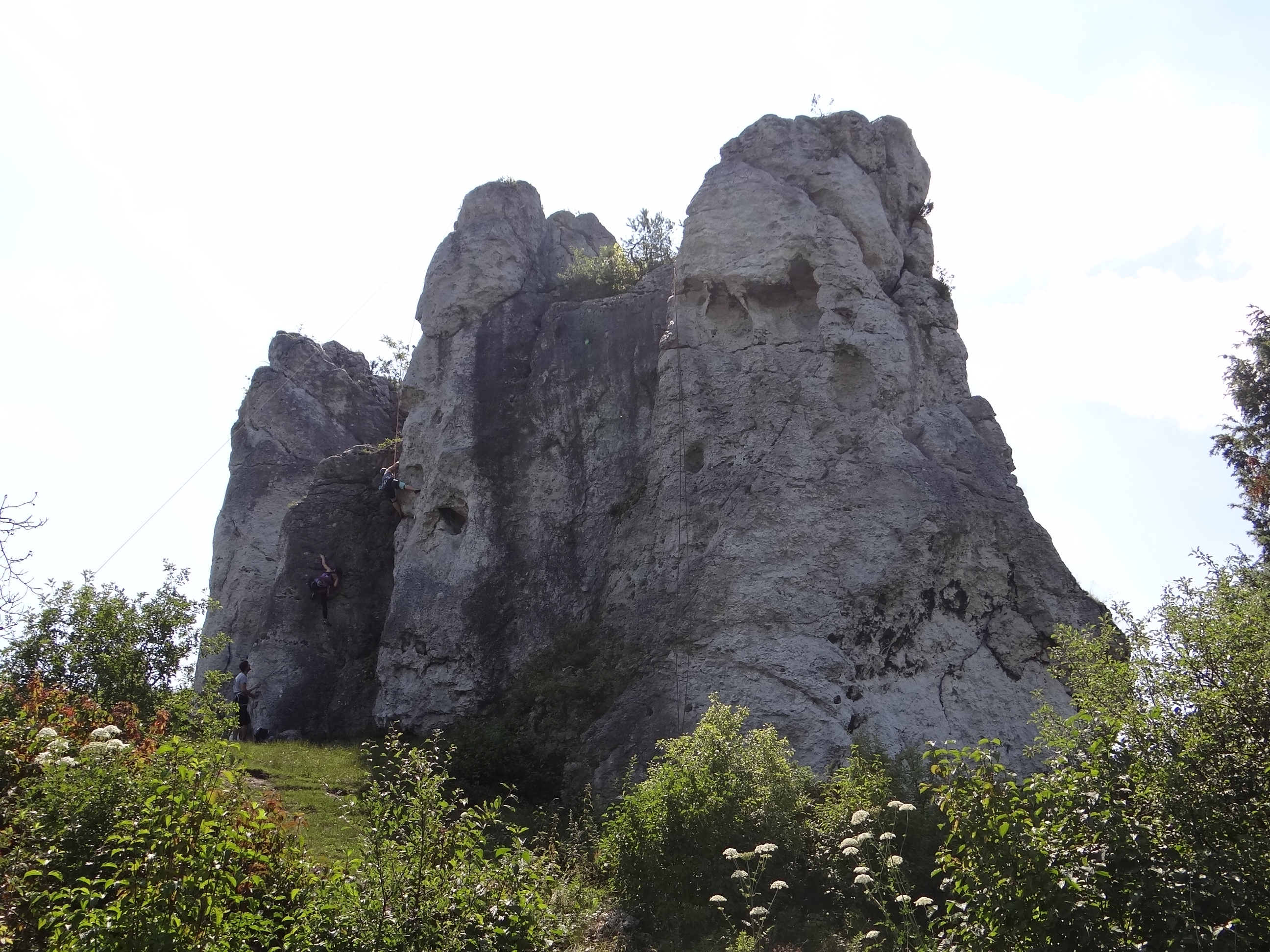
Trzy Siostry od północnego wschodu
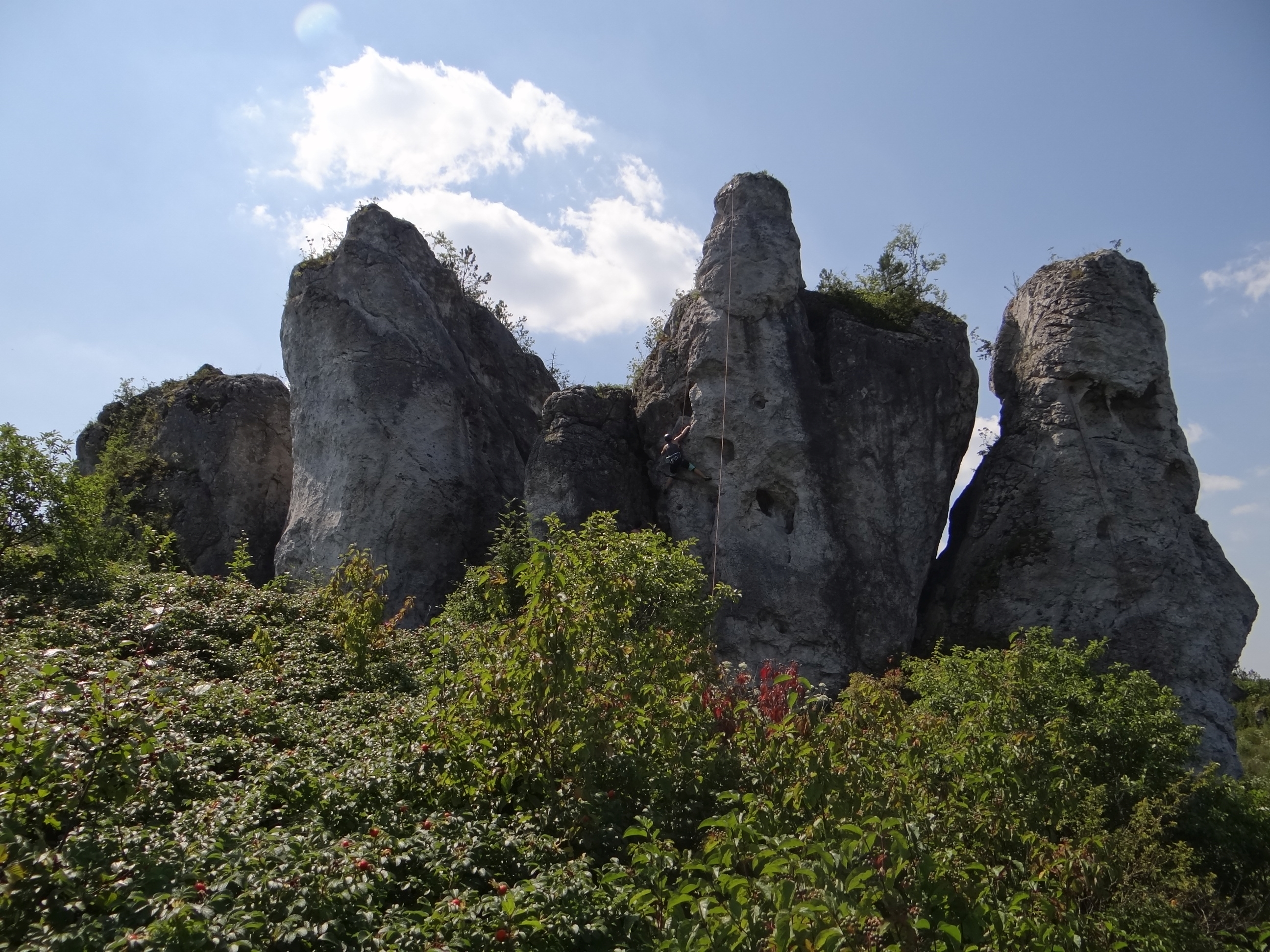
Grupa Trzech Sióstr od wschodu